# Ana Maria Bărbosu
Ana Maria Barbosu (Focșani, 26 luglio 2006) è una ginnasta rumena, vincitrice della medaglia di bronzo al corpo libero a Parigi 2024.